# پسر باهوش (فیلم)
پسر باهوش 
(به تلوگویی: Desamuduru) فیلمی محصول سال ۲۰۰۷ و به کارگردانی پوری جاگاناد می باشد. در این فیلم بازیگرانی همچون آلو آرجون، هانیسکا موتوانی، پرادیپ راوات، علی ایفای نقش کرده‌اند.